# La Mare au diable (téléfilm)
Pour les articles homonymes, voir La Mare au diable (homonymie).
Pour plus de détails, voir Fiche technique et Distribution.
La Mare au diable est un téléfilm français réalisé par Pierre Cardinal en 1972 et adapté du roman éponyme publié par George Sand en 1846. 

## Fiche technique
- Titre : La Mare au diable
- Réalisation : Pierre Cardinal
- Scénario :  Jean-Louis Bory, d'après le roman de George Sand La Mare au diable (1846)
- Costumes : Yvonne Sassinot de Nesle
- Photographie : Bernard Girod
- Montage : Catherine Delmas
- Pays : France
- Première diffusion : 15 juin 1972.

## Distribution
- Béatrice Romand : Marie
- Jacques Gripel : Germain
- Julien Verdier : le père Maurice
- Jean-Louis Le Goff : le père Léonard
- Olivier Blot : Petit Pierre
- Claude Carvin : le fermier des Ormeaux
- Dominique Marcas : mère Guillette
- Andrée Tainsy : mère Maurice
- Armand Babel : le bûcheron
- Alexandre Rignault : le métayer
- Jacques Serizier, Serge Spira : les jardiniers
- Gérard Tardy, Marc Hamon, Olivier Corneille, Eric Méningand : garçons